# Puxberg
Der Puxberg ist eine bewaldete Kuppe am Ostrücken des Pleschaitz, eines Berges in der Steiermark im oberen Murtal an der Mündung des Wölzer Bachs in die Mur. Der Puxberg erreicht eine Höhe von 1486 m ü. A.
Am Südfuß des Berges befindet sich das Puxerloch mit seinen zwei Höhlenburgruinen und der zu Frojach gehörende Ort Pux sowie Schloss Pux.
Das Land Steiermark hat den Puxberg als Teil des Landschaftsschutzgebiets Pleschaitz – Puxberg ausgewiesen.

Pleschaitz, Schafferkogel und Puxberg nordöstlich (links) über Katsch, Luftaufnahme von Westen

Der Puxer Auwald (auch Puxerwald) am linken Murufer zwischen Frojach und Teufenbach ist als Natura-2000-Gebiet nach der Fauna-Flora-Habitat-Richtlinie ausgewiesen.